# もうすぐ着くから待っててね
『もうすぐ着くから待っててね』（もうすぐつくからまっててね）は、2017年2月22日に発売されたクリープハイプの作品集。初回限定盤には特典DVDが付属。

## 概要
今作品について尾崎は、「シングル以上アルバム未満。最高の作品集です。」と述べている。
アートワークは美容文藝誌『髪とアタシ』チームが担当。

## 収録曲

### CD
（全作詞･作曲：尾崎世界観）
1. ただ [4:15]
2. 陽 [4:16]
3. は？ [2:33]
4. 校庭の隅に二人、風が吹いて今なら言えるかな [4:02]
  - テレビアニメ『亜人』第2クールのメインテーマソング。
5. 陽　クリープハイプ×谷口鮪 (KANA-BOON) [4:13]
  - 東京メトロ『Find my Tokyo.』CMソング[2]。
  - 小林武史がプロデュースを手がけ、谷口鮪（KANA-BOON）が参加している。

### 初回盤DVD
- 『全国ツアー「熱闘世界観」—10回表 東京— 2016.11.09@Zepp Tokyo』 - トレーラー映像

1. 手 [3:00]
2. 寝癖 [4:03]
3. テレビサイズ（TV Size 2'30） [2:17]
4. 百八円の恋 [4:02]
5. 5％ [4:31]
6. 誰かが吐いた唾が　キラキラ輝いてる [4:20]
7. けだものだもの [3:25]
8. キャンバスライフ [6:40]
9. TRUE LOVE [4:08]
10. 鬼 [3:53]
11. バンド [8:00]